# ᅶ
ᅶ는 한글 낱자로, 주로 한자의 중국 현지음을 표기할 때 사용했다. ㅏ와 ㅗ를 연이어 내는 이중모음 (-ao) 표기에 사용했을 거라 추정된다. 
현대 한국어 표기에는 쓰이지 않는다.
| 종류                  | 글자   | 유니코드 | HTML     |
| --------------------- | ------ | -------- | -------- |
| 한글 호환 자모 영역   | (없음) | (없음)   | (없음)   |
| 한글 자모 영역        | ᅟᅶ     | U+1176   | &#4470;  |
| 한양 사용자 정의 영역 |     | U+F808   | &#63496; |
| 반각                  | (없음) | (없음)   | (없음)   |

## 같이 보기
- 한글 낱자
- 옛 한글